# 선다형 문제
선다형 문제(選多形 問題)는 문항머리(問頭)와 2개 이상의 답지로 구성된 문제이다. 질문은 대개 의문문 또는 불완전한 문장으로 되어 있다.

## 장점
- 형식적 측면에서 융통성이 있어 다양한 내용과 형태의 문제를 만들 수 있다.
- 객관적이며 채점이 쉽다.
- 답지 수정을 통해 난이도 조절이 용이하다.

## 단점
- 근래들어서는 컴퓨터 채점방식인  광학 마크 인식(OMR)을 기반으로 하고 있기 때문에 오류시 이의신청이 절차상 까다로울수있다.
- 학생들의 실력 점검이라는 본래 목적과는 달리 시간절약과 효율성에 맞추어진 평가방식으로 시험의 본질에 어긋나는 경우가 있을수있는 것이 이슈된바있다.

## 형태
- 최선답형 : 가장 알맞은 답지를 고르는 문제이다.
- 정답형 : 하나의 정답지를 찾는 문제이다. (나머지는 모두 오답이다.)
- 불완전 문장형 : 진술문의 빈칸에 알맞은 답을 찾는 문제이다.
- 다답형 : 여러 개의 정답지를 찾는 문제이다. 출제자는 정답지의 전체 또는 일부(예:몇 개 이상)을 고르도록 요구할 수 있다.
- 합답형 : 2개 이상의 답지들을 조합해야 정답이 되는 문제이다.
- 부정형 : 거짓인 답지를 1개가 있고 그것을 찾는 문제이다. 보통 '아닌', '없는'과 같은 표현에 밑줄이 그어져 있다.

## 같이 보기
- 주관식 문제